# Lemenhe
Lemenhe is een plaats (freguesia) in de Portugese gemeente Vila Nova de Famalicão en telt 1427 inwoners (2001).